# Mame Biram Diouf
Mame Biram Diouf, född 16 december 1987, är en senegalesisk fotbollsspelare som spelar för Ankara Keçiörengücü.

## Klubbkarriär
Diouf startade sin karriär i Diaraf innan han 2007 flyttade till Molde. Under hans första säsong i klubben vann de Adeccoligan, vilket betydde att de blev uppflyttade till Tippeligaen. 2009 värvades han av Manchester United, dock fick han stanna kvar i klubben på lån fram till januari 2010. Han gjorde mål i sin hemmadebut för United och har vunnit Ligacupen som oanvänd avbytare, när United vann Ligacupen 2010.

### Hannover 96
Den 28 januari 2012 skrev han på ett tvåårskontrakt med den tyska klubben Hannover 96.

### Turkiet
Den 31 augusti 2020 värvades Diouf av turkiska Hatayspor, där han skrev på ett 1+1-årskontrakt. Den 31 augusti 2022 värvades Diouf av Konyaspor, där han skrev på ett ettårskontrakt.
Den 18 juli 2023 värvades Diouf av TFF 1. Lig-klubben Göztepe, där han skrev på ett tvåårskontrakt. Den 10 september 2024 skrev Diouf på ett ettårskontrakt med Ankara Keçiörengücü.

## Landslagskarriär
Diouf gjorde sin debut i Senegals landslag 2009 i en 2–1-vinst över DR Kongo.